# Lauro Júnior Batista da Cruz
Lauro Júnior Batista da Cruz (Andradina, Estado de São Paulo, Brasil, 3 de septiembre de 1980) es un futbolista retirado brasileño. Jugaba de portero y su último equipo fue el Novo Hamburgo en el año 2019.

## Clubes
| Club                               | País   | Año       |
| ---------------------------------- | ------ | --------- |
| Ponte Preta                        | Brasil | 2001-2005 |
| Cruzeiro                           | Brasil | 2006-2007 |
| Sertãozinho                        | Brasil | 2007      |
| Internacional                      | Brasil | 2008-2013 |
| Associação Atlética Ponte Preta    | Brasil | 2013      |
| Associação Portuguesa de Desportos | Brasil | 2013-     |

## Palmarés

### Campeonatos nacionales
| Título             | Club             | País   | Año  |
| ------------------ | ---------------- | ------ | ---- |
| Campeonato Mineiro | Cruzeiro         | Brasil | 2006 |
| Campeonato Gaúcho  | SC Internacional | Brasil | 2009 |

### Campeonatos internacionales
| Título            | Club             | País   | Año  |
| ----------------- | ---------------- | ------ | ---- |
| Copa Sudamericana | Internacional    | Brasil | 2008 |
| Copa Libertadores | SC Internacional | Brasil | 2010 |